# عجائب الدنيا

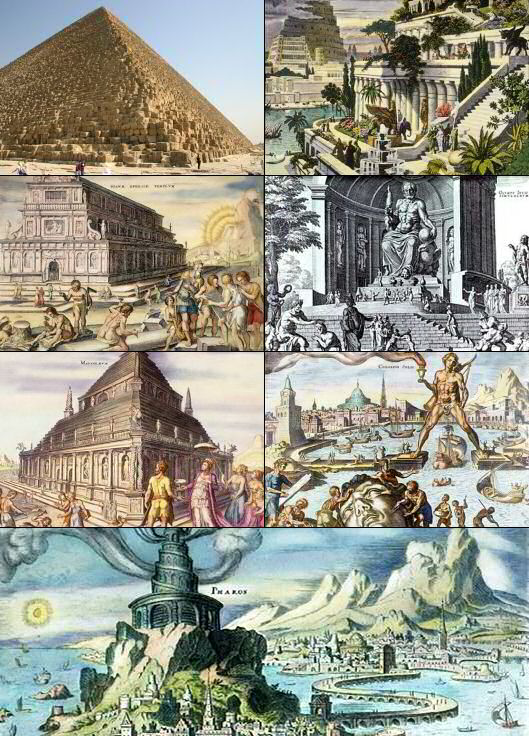
عجائب الدنيا السبع القديمة

على مدى العصور تم جمع قوائم مختلفة من عجائب الدنيا لفهرسة أكثر الأشياء العجيبة التي من صنع الإنسان وتلك الطبيعية في العالم.
إن عجائب الدنيا السبع القديمة هي أول قائمة لأهم الإبداعات التي صنعها الإنسان في القديم، ويقوم على كتب الدليل السياحية بين السائحين الهيلينيون ويتضمن فقط تلك التي تقع حول منطقة البحر الأبيض المتوسط. وقد تم اختيار عدد سبعة لأن اليونانيين يعتقدون أن هذا الرقم يمثل الكمال والوفرة.
تم إنشاء قوائم مماثلة كثيرة، بما فيها قوائم في القرون الوسطى والعالم الحديث.

تم وضع عدة قوائم رسمية لعجائب الدنيا السبع وهي كالآتي:
- عجائب الدنيا السبع القديمة.
- عجائب الدنيا السبع الجديدة.
- عجائب الدنيا السبع الطبيعية.

## عجائب الدنيا السبع القديمة من العالم

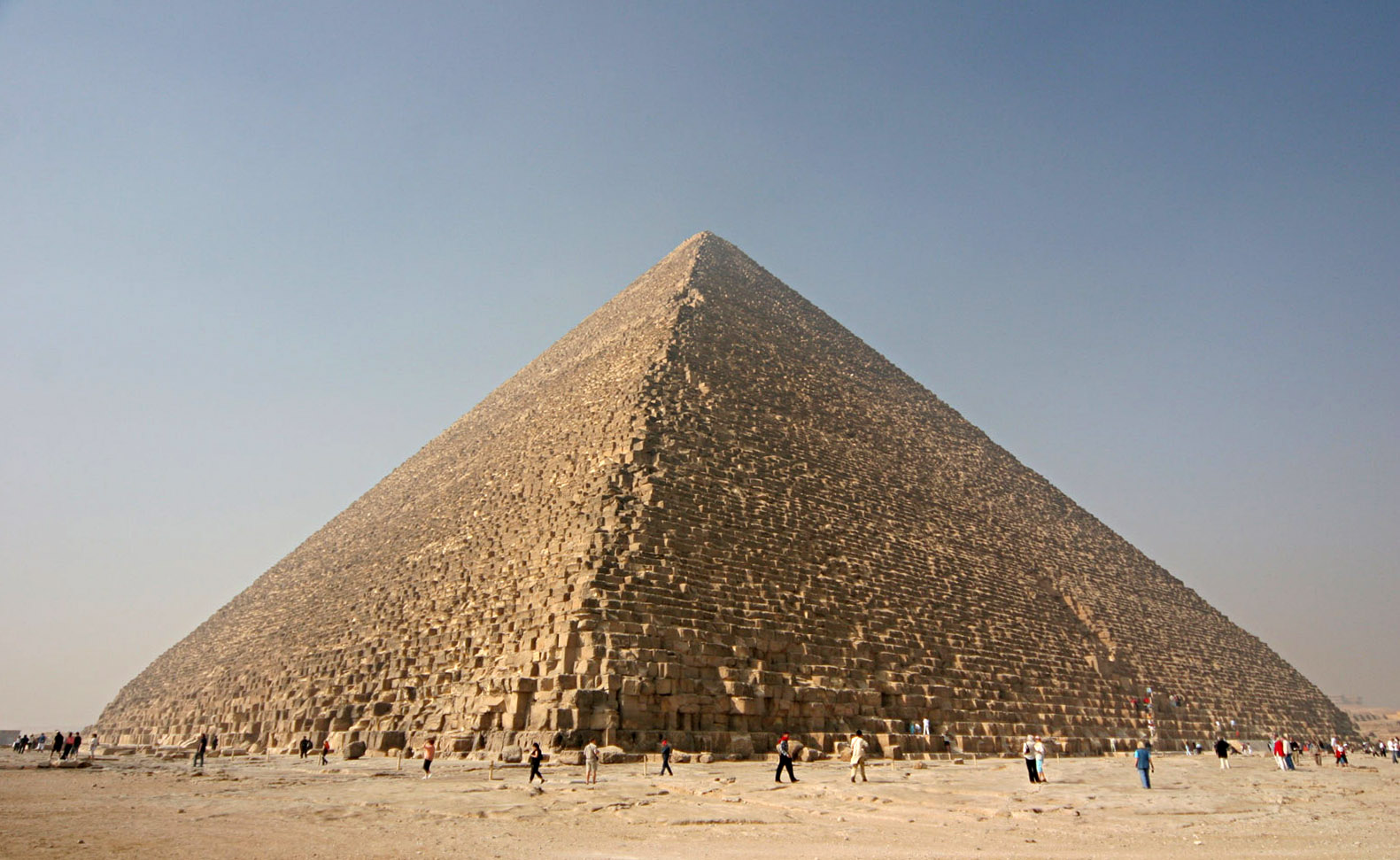
أحد عجائب الدنيا السبع القديمة، حيث الهرم الأكبر بالجيزة، هو العجيبة الوحيدة من العالم القديم التي ما زالت قائمة

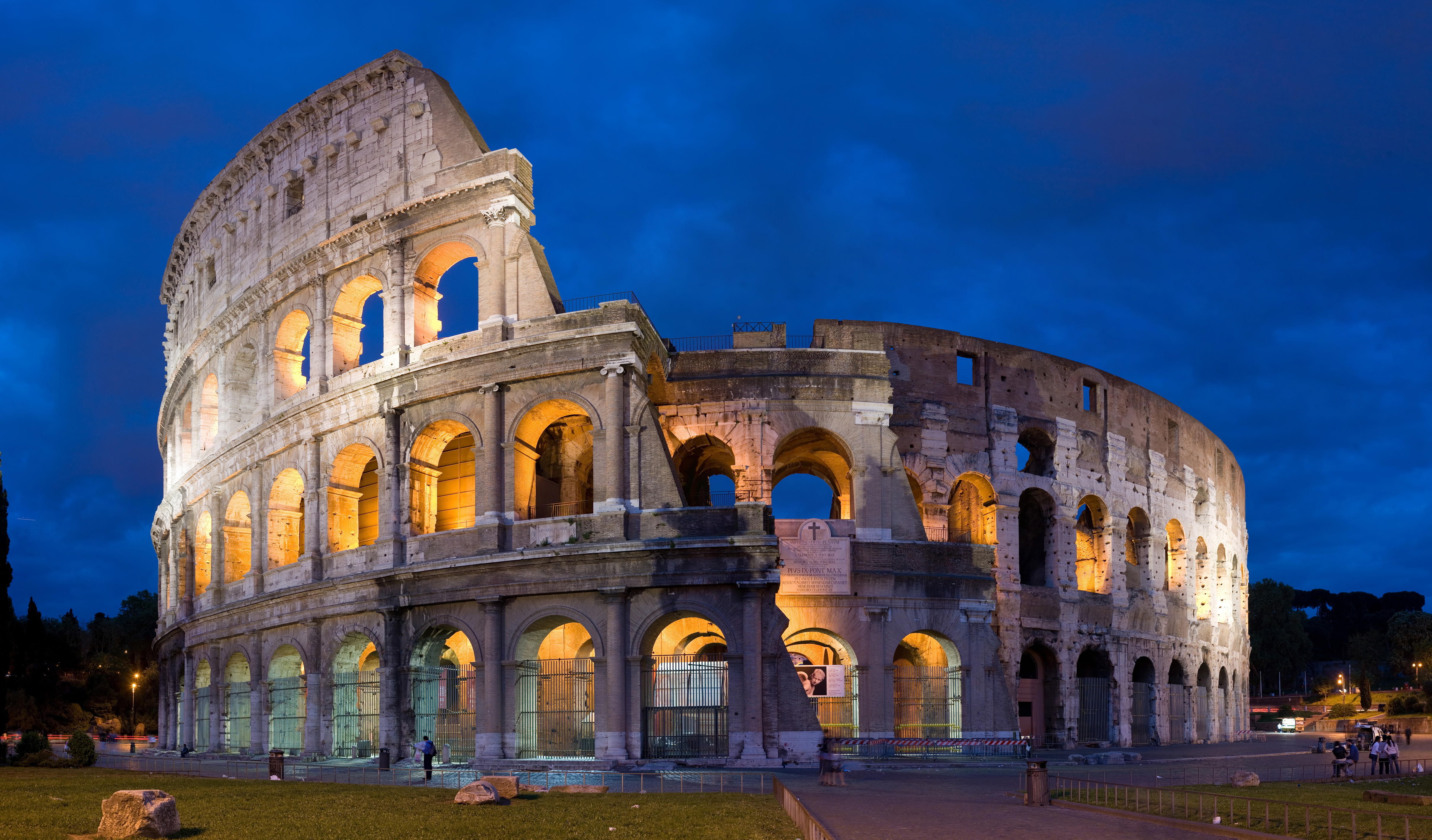
أحد عجائب الدنيا السبع الجديدة،الكولوسيوم في روما

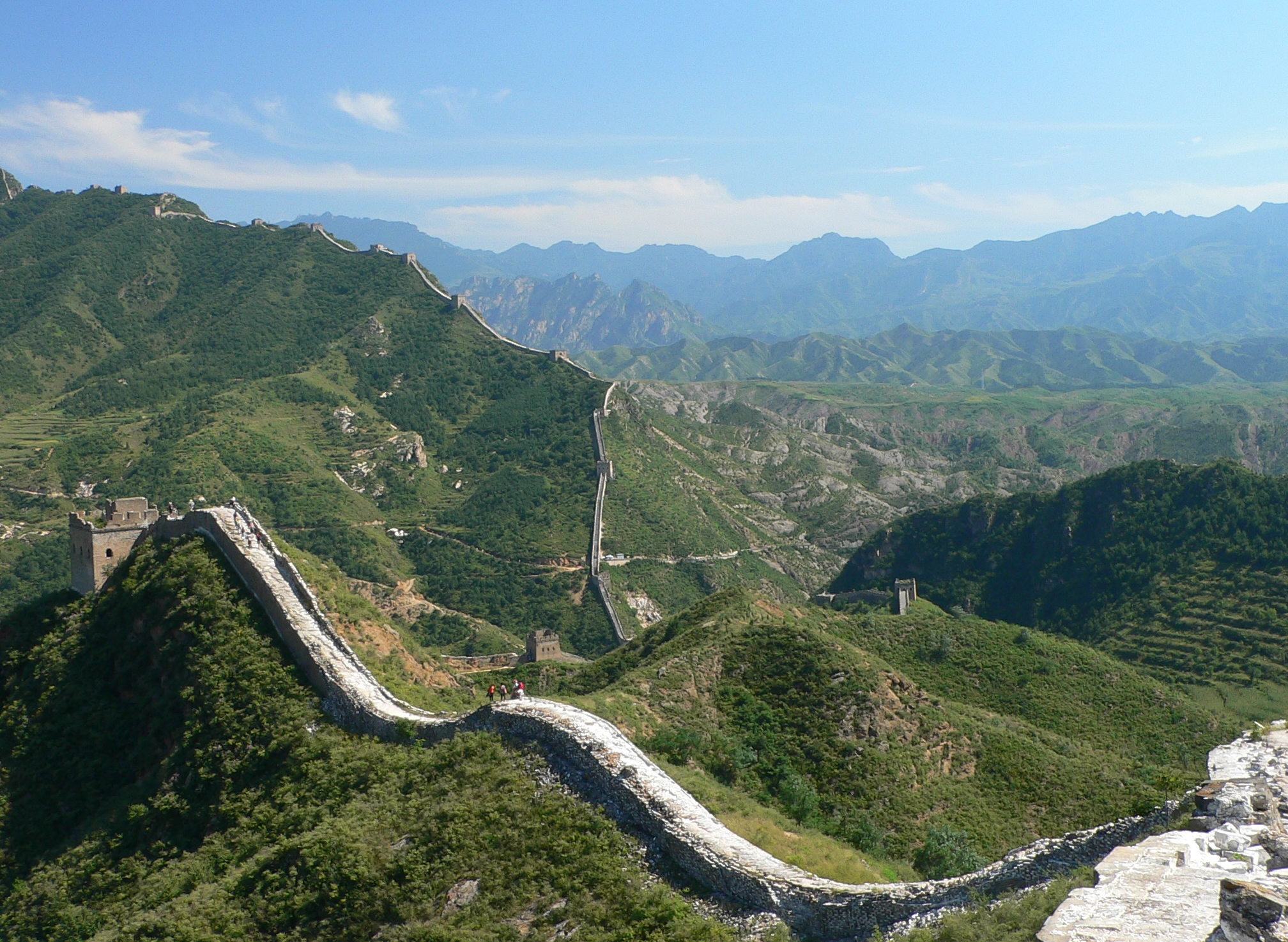
أحد عجائب الدنيا السبع الجديدة، سور الصين العظيم

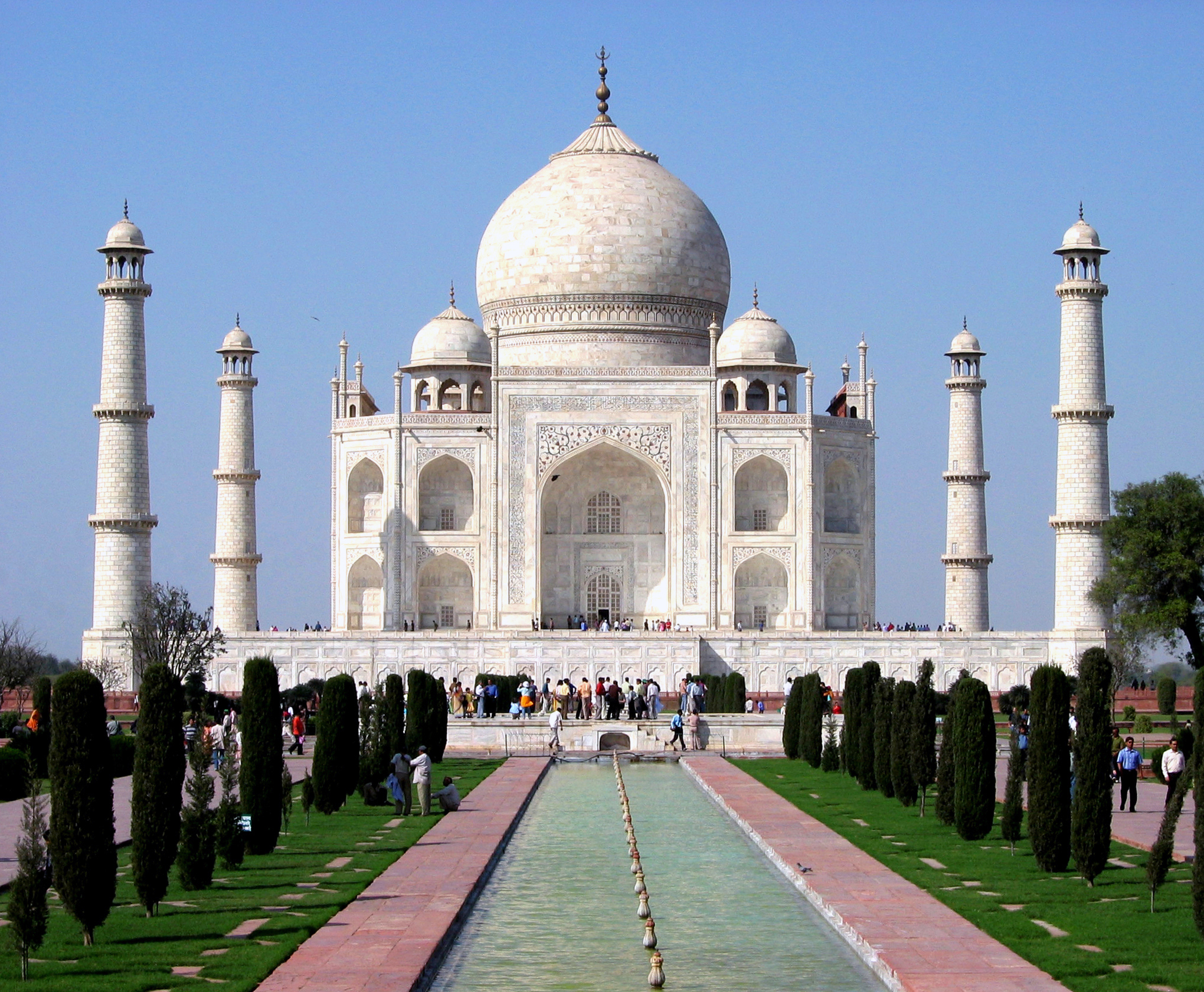
أحد عجائب الدنيا السبع الجديدة، تاج محل

المؤرخ هيرودوت (484 ق م حوالى. 425 قبل الميلاد)، والباحث كليماخوس من سيرين أو شحات (حوالى (305-240 قبل الميلاد) في متحف الإسكندرية، قاما في وقت مبكر بتسجيل قوائم لعجائب الدنيا السبع ولكن كتاباتهم لم يتم العثور عليها سوى كمراجع. عجائب الدنيا السبع:
- هرم الجيزة
- حدائق بابل المعلقة
- تمثال زوس في اوليمبيا
- معبد أرتميس في إفيسس
- ضريح موسولوس قي مدينة هليكارناسوس
- تمثال رودس
- منارة الإسكندرية

القوائم السابقة سجلت بوابة عشتار باعتبارها من عجائب الدنيا السبع، بدلا من منارة الإسكندرية.
الفئة اليونانية لم تستخدم كلمة العجائب ولكن"thaumata" (باليونانية: Θαύματα)، التي تترجم أقرب إلى «أشياء ينظر إليها». القائمة التي نعرفها اليوم هي التي جمعت في العصور الوسطى وحينها أكثر تلك المواقع لم يعد لها وجود. العجيبة الوحيدة المتبقية اليوم من العالم القديم هي هرم الجيزة الأكبر.

## عجائب الدنيا السبع الجديدة
في عام 2001 بدأت مبادرة من قبل المؤسسة السويسرية New7Wonders Foundation لاختيار عجائب الدنيا السبع الجديدة من مجموعة مختارة مكونة من 200 نصب موجود من خلال التصويت عبر الإنترنت. الهرم الأكبر هو المعلم الوحيد الباقي من عجائب الدنيا السبع القديمة، لم يكن أحد الفائزين المعلنين في عام 2007 ولكن تمت إضافته كمرشح فخري.
| العجيبة             | تاريخ البناء         | الموقع   |  |
| ------------------- | -------------------- | -------- |  |
| سور الصين العظيم    | القرن 7 ق م          | الصين    |  |
| البتراء             | 100 ق.م              | الأردن   |  |
| تمثال المسيح الفادي | 1930                 | البرازيل |  |
| ماتشو بيتشو         | حوالي 1450م          | بيرو     |  |
| تشيتشن إيتزا        | 600م                 | المكسيك  |  |
| كولوسيوم            | اكتمل بناؤه 80م      | إيطاليا  |  |
| تاج محل             | 1632م                | الهند    |  |
| الهرم الأكبر        | اكتمل بناؤه 2650 ق.م | مصر      |  |

رشح هرم خوفو للمنصب الفخري لأنه يظل العجيبة الوحيدة المتبقية من عجائب الدنيا السبع القديمة.

## عجائب الدنيا السبع الطبيعية
عجائب الدنيا السبع الطبيعية مسابقة عالمية أجرتها مؤسسة نيو سفن وندرز السويسرية التي مقرها في زيوريخ.
- نهر الأمازون في البيرو وكولومبيا والبرازيل.
- خليج ها لونج في فيتنام.
- شلالات إجوازو في البرازيل والأرجنتين.
- جيجو في كوريا الجنوبية.
- الحديقة الوطنية للكومودو في إندونيسيا.
- جبل تيبل في إفريقيا الجنوبية.
- نهر بورتو برنسيسا الجوفي في الفلبين.